# Мармарис

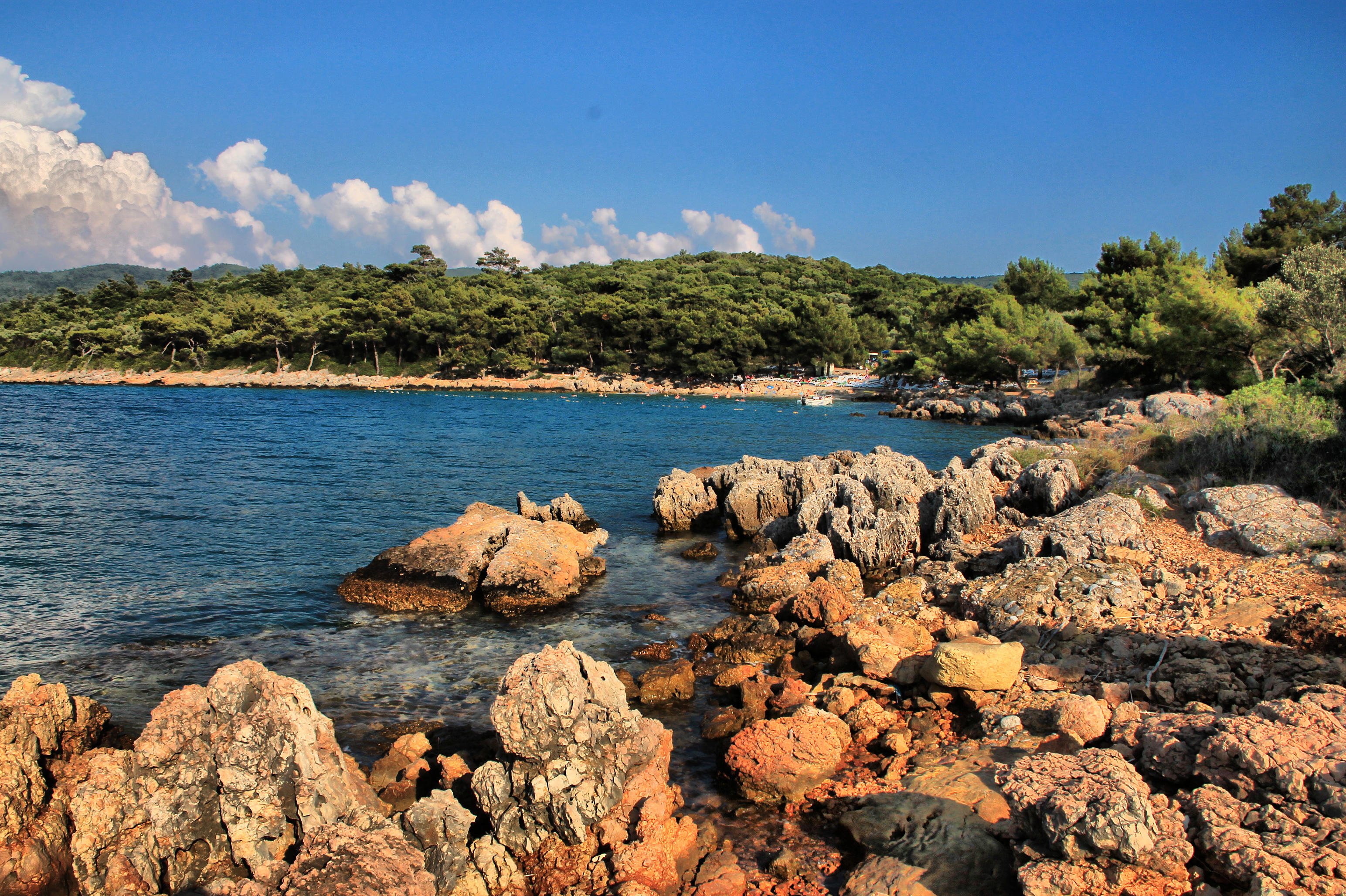
Мармарис

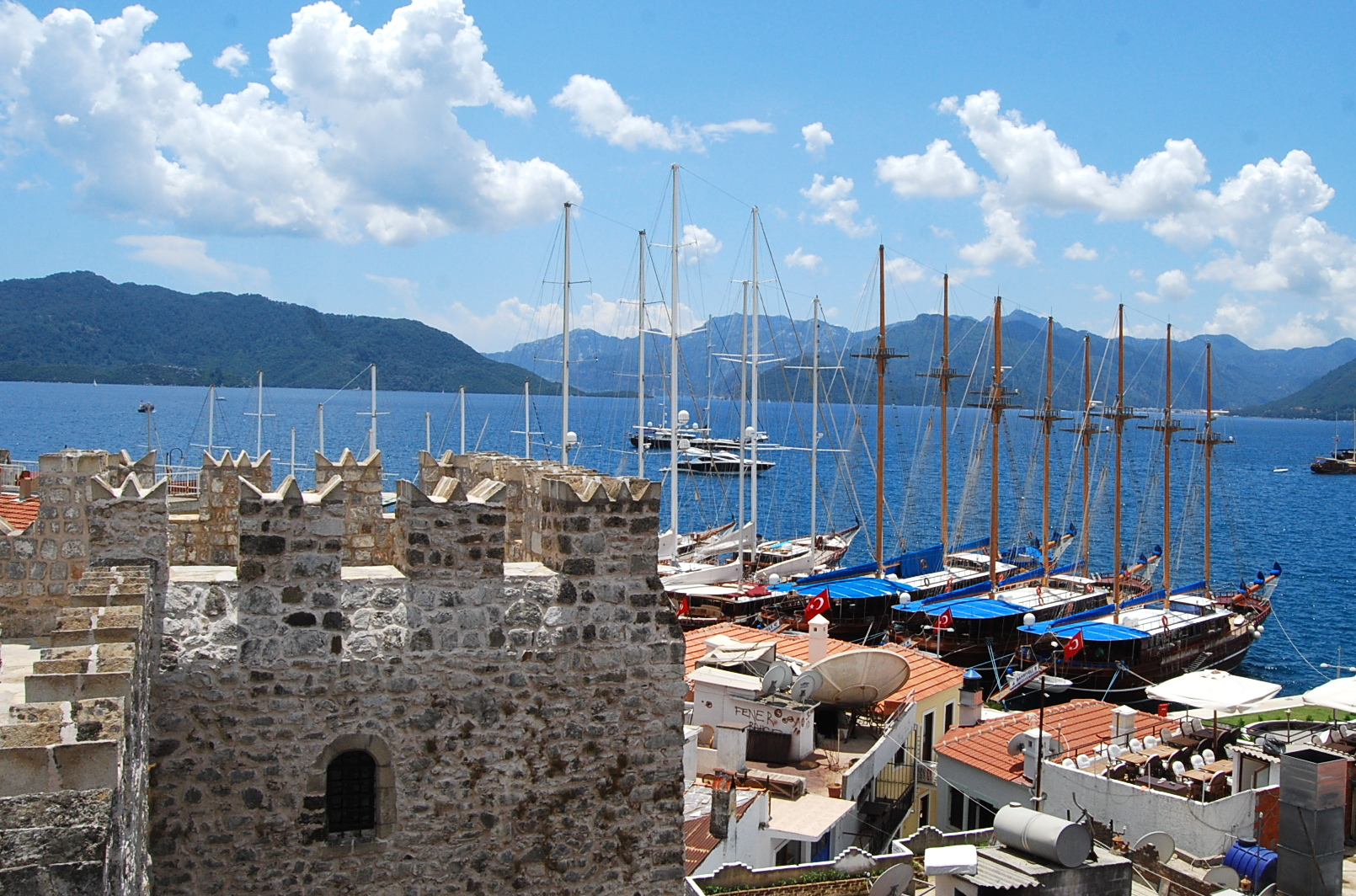
Форт Мармарис — музей-крепость

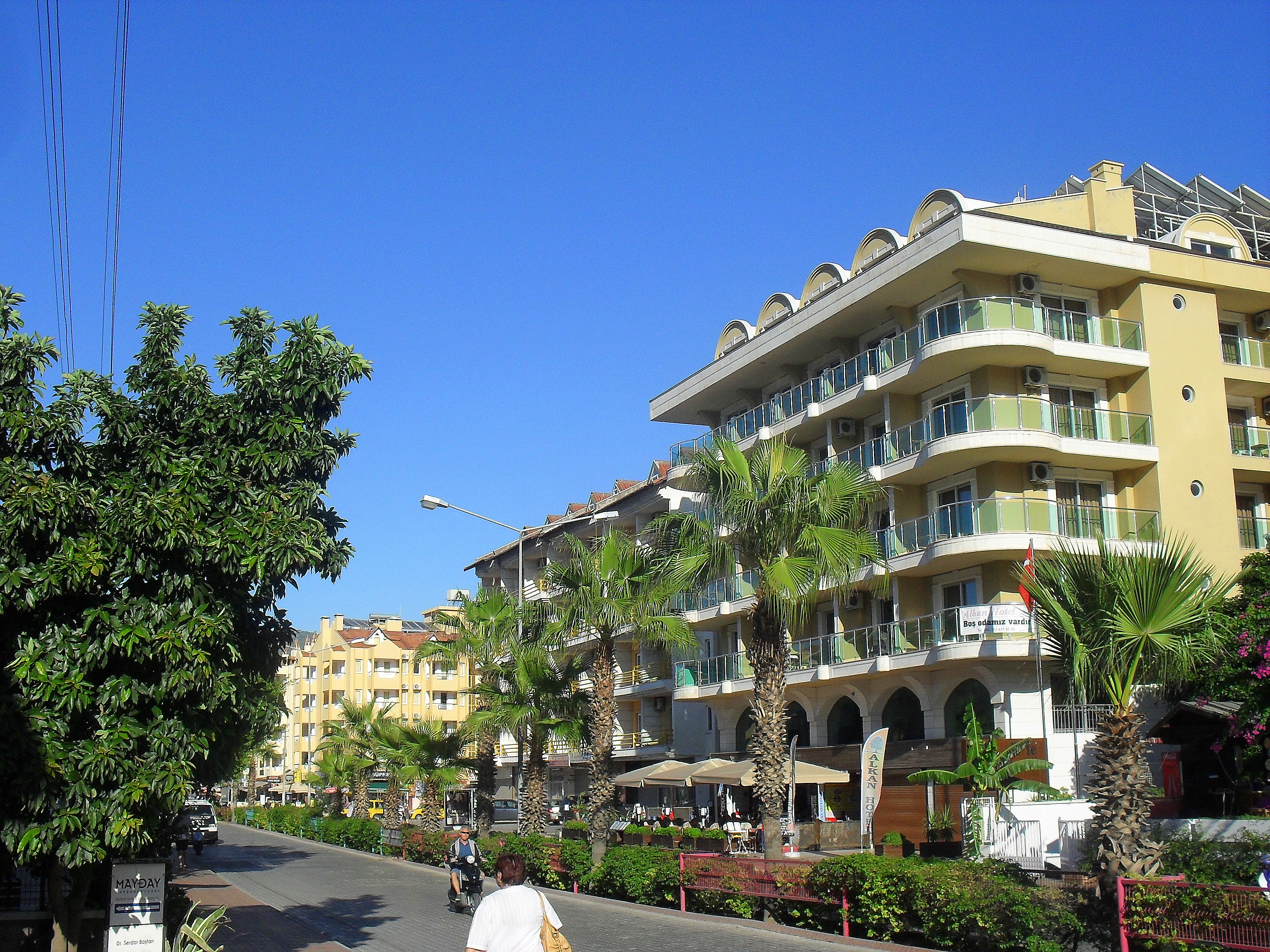
Улица в Мармарисe

Ма́рмарис (тур. Marmaris) — город-порт и курорт в Турции. Административный центр одноимённого района. Располагается на побережье Средиземного моря на юго-западе Турции, в провинции Мугла Эгейского региона (граница Средиземного и Эгейского морей находится между Мармарисом и Даламаном). Ближайший аэропорт Даламан находится в 95 км от Мармариса. В туристический сезон 2014 года город принял около 2 млн туристов со всего мира.

## География
Мармарис вытянулся по берегу бухты, со всех сторон окружённой горами. Существует регулярное паромное сообщение с греческим островом Родос. В городе несколько районов — Сителер, Армуталан, Меркез. Меркез — район в самом центре города. Армуталан (тур. armut — «груша») — расположен на окраине города. Ичмелер — небольшой городок, район Мармариса, расположенный в 15 минутах езды.
Мармарис расположен в юго-западной части Турции в районе слияния Эгейского моря со Средиземным.

## Достопримечательности
- Форт Мармарис — старый замок, расположенный в старой части города и на данный момент представляющий собой музей.
- Улица баров (Bar street) — находится в восточной части города и является популярной прогулочной зоной, с огромным количеством ресторанов и баров.
- Аквапарк Aqua Dream — крупнейший в Мармарисе, находится на небольшом холме в восточной части города.
- Национальный парк Мармарис

## История
Точная дата основания города неизвестна, уже в XI веке до н. э. город был известен под названием Фискос (др.-греч. Φύσκος) и входил в состав Карии. В X веке до н. э. попал под влияние соседнего Родоса, который также рядом с Фискосом основал город Амос. С VI века до н. э. под властью персов. В 334 году до н. э., после прихода Александра Македонского, город был отдан Родосу.
С 164 года до н. э. город переходит под контроль римлян, окончательно присоединён к Риму в I веке до н. э.; с 395 года в составе Византийской империи. В VII—VIII веках город подвергся опустошениям арабов. В конце XIII века город захвачен тюрками бейлика Ментеше. В 1391 году захвачен турками-османами, и в 1424 году окончательно присоединён к Османской империи. В 1522 году по приказу султана Сулеймана Великолепного была построена крепость, и город был переименован в Мармарис (с др.-греч. Μαρμαρίς — сияющий, блестящий). В 1957 году город был разрушен землетрясением, после чего был отстроен заново.
В 1912 году в городе и районе проживали: мусульмане — 12 128 чел., греки — 720 чел.
В 1980-х годах город получил мощный импульс к развитию туристической отрасли.

## Климат
Климат в Мармарисе типичный средиземноморский. Средняя температура января — около 7,5 °C с дождями. Абсолютный минимум составляет всего −4 °C.
Летом температура колеблется около +30 °C. Максимальная зафиксированная температура составляет +43,1 °C.
| Показатель                    | Янв. | Фев. | Март | Апр. | Май | Июнь | Июль | Авг. | Сен. | Окт. | Нояб. | Дек. |
| ----------------------------- | ---- | ---- | ---- | ---- | --- | ---- | ---- | ---- | ---- | ---- | ----- | ---- |
| Средний суточный максимум, °C | 14   | 15   | 17   | 20   | 25  | 30   | 34   | 33   | 30   | 25   | 20    | 16   |
| Средний суточный минимум, °C  | 6    | 7    | 8    | 11   | 14  | 18   | 22   | 21   | 18   | 14   | 11    | 8    |
| Норма осадков, мм             | 249  | 183  | 126  | 65   | 46  | 20   | 7    | 8    | 13   | 67   | 137   | 283  |
| Температура воды, °C          | 16   | 16   | 17   | 18   | 20  | 22   | 24   | 25   | 24   | 22   | 20    | 18   |

## Транспорт
Город находится в 95 километрах от аэропорта Даламан.
По городу курсируют маршрутные такси (долмуши), которые отличаются по цвету полоски на нём. Бирюзовый долмуш ходит по городу, оранжевый долмуш ходит до района Ичмелер, а синий — в район Армуталан.
На северо-востоке города находится автостанция (тур. Otogar), с которой можно уехать в другие города, такие как Датча (тур. Datça), Мугла (тур. Muğla), Кушадасы (тур. Kuşadası), Айдын (тур. Aydın), Акяка (тур. Akyaka), Даламан (тур. Dalaman), Дальян (тур. Dalyan), Анталья и другие.
Имеется водное сообщение с городами Датча (тур. Datça), Ичмелер (тур. İçmeler), Турунч (тур. Turunç) и Дальян (тур. Dalyan).